# Kayoko Kishimoto
Kayoko Kishimoto (jap. 岸本加世子 Kishimoto Kayoko; ur. 29 grudnia 1960 w Shimada w prefekturze Shizuoka w Japonii) – japońska aktorka. Znana głównie z pierwszoplanowej roli w Hana-bi, w reżyserii Takeshiego Kitano. Otrzymała nagrodę Japońskiej Akademii Filmowej: Najlepsza aktorka drugoplanowa.